# Alfred Koerppen
Alfred Koerppen (Wiesbaden, 16 dicembre 1926 – Burgdorf, 5 luglio 2022) è stato un compositore tedesco di musica da camera ed opere per coro ed orchestra.

## Opere
Le opere di Koerppen sono pubblicate da Breitkopf, Möseler Verlag, Bärenreiter, Ferrimontana e ADU-Verlag. 
Si tratta soprattutto di musica da camera, in particolare per archi e pianoforte, opere per organo, Lieder, numerosi brani per coro tanto a cappella che con accompagnamento. Di seguito si riporta una scelta delle migliori opere. Il catalogo completo si trova sulla sua homepage.

### Opere per pianoforte
- 10 pezzi caratteristici (1989)
- Sonata breve (1993)
- Diario setino (1999); 15 pezzi facili per pianoforte a due e a quattro mani

### Lavori per orchestra
- Sinfonietta (1946)
- Concerto grosso per orchestra d'archi (1947)
- 1ª sinfonia "Die Erscheinung der Reiter" ("La comparsa dei cavalieri") (1948)
- Marzo. Proemio per orchestra (1981)
- 2ª sinfonia (1985)
- Sette Apparizioni (1993)
- 3ª sinfonia (2001)
- Concerto per orchestra d'archi (2001)
- Sinfonia da camera per 10 fiati (2005)

### Concerti
- "Abgesang" per violino e orchestra (1995)
- Concerto per bassotuba e orchestra (1996)
- Concertino per marimba e orchestra d'archi (2002)

### Opere per coro
- Das Hohe Lied Salomons ("L'alto canto di Salomone") per coro misto a sei voci (1945)
- Der Turmbau zu Babel ("La torre di Babele"). Oratorio scenico per 4 solisti, coro maschile e orchestra grande (1951)
- Joseph und seine Brüder ("Giuseppe e i suoi fratelli"). Narrazione corale per coro femminile e gruppi recitanti (1967)
- Invocationen su canti del canzoniere di Wienhausen per coro gregoriano, coro misto, flauto, oboe, violino, violoncello, contrabbasso e organo (1968)
- Das Stadtwappen ("lo stemma cittadino"). Scena per soli (tenore, baritono e basso) coro misto e grande orchestra su di un testo di Franz Kafka (1973)
- Quattro madrigali italiani su poesie di Giuseppe Ungaretti per quartetto di solisti e coro (1979)
- 16 canti di Natale europei per coro misto a cappella ad lib. con settetto di fiati e organo (1991)
- Elia.  Narrazione corale per coro misto e organo (1991)
- Quattro canti corali latini per coro misto a cappella (1991)
- "Schöpfer Geist" ("Spirito creatore"). Cantata in sette parti per voce narrante, soli, coro misto e 13 fiati (1998)
- "Zu Weihnachten in Deutschland" ("A Natale in Germania") per voce narrante, soli, coro misto e 14 strumenti (2000)
- 6 canti di Natale per coro femminile (2003)
- Missa Brevis (2005)

### Opere per teatro
- Virgilius, der Magier von Rom ("Virgilio, il mago di Roma") (testo: A. Koerppen), grande opera d'incantesimo per baritono, voci recitanti, coro di voci bianche e pianoforte o orchestra (Francoforte, 1951)
- Der verlorene Sohn ("Il figliol prodigo") (testo: André Gide), Musica da teatro (1953)
- Der kleine Prinz ("Il piccolo principe") (testo: Antoine de Saint-Exupéry), musica di scena (1963)
- On ne Badine pas avec l'amour (testo: Alfred de Musset), musica di scena (1965)
- Arachne, Balletto (1968)
- Die Wettermacher ("I maghi del tempo") (testo da Johann Peter Hebel), Singspiel per 3 voci bianche, coro maschile, pianoforte, organo elettrico e batteria (1972; 1973 Puebla, Messico)
- Ein Abenteuer auf dem Friedhof ("Avventura al cimitero") (testo da Guy de Maupassant), opera da camera, prologo e 4 scene (Hannover, 1980)